# Fannia antilocera
Fannia antilocera är en tvåvingeart som beskrevs av Wang, Xue och Su 2004. Fannia antilocera ingår i släktet Fannia och familjen takdansflugor. Inga underarter finns listade i Catalogue of Life.